# تشوي يو-جونغ
تشوي يو-جونغ هي مغنية وممثلة كورية جنوبية ولدت في 12 نوفمبر 1999.